# The Murlocs
The Murlocs é uma banda de rock alternativo australiana da cidade de Melbourne . O grupo é composto por Ambrose Kenny-Smith nos vocais e gaita, Cal Shortal na guitarra, Cook Craig no baixo, Tim Karmouche nos teclados e Matt Blach na bateria. 
Eles foram formados em 2011 por Ambrose Kenny-Smith e lançaram seis álbuns de estúdio desde então. Eles assinaram contrato com a Flightless Records. Muitos dos membros da banda fazem parte de outras bandas com contrato com a Flightless, incluindo King Gizzard & the Lizard Wizard e ORB. Seu som é uma mistura de rock e R&B, com a gaita distorcida de Kenny-Smith proporcionando à banda um som distinto.

## História
Os The Murlocs foram formados em 2010, em Ocean Grove, Geelong, na Austrália. De acordo com Ambrose Kenny-Smith, seu nome foi derivado da mitologia do oráculo. Nas palavras de Kenny-Smith, "Um murloc" é uma criatura mítica que defende o oráculo". 
Eles lançaram seu primeiro EP, seu projeto autointitulado The Murlocs, em março de 2012. Este foi seguido de perto por outro EP, Tee Pee, em agosto de 2012. Seu primeiro álbum de estúdio completo, Loopholes, foi lançado em 2014 sob o selo da Flightless Records . No meio da gravação do álbum, o laptop contendo as faixas foi roubado e a banda teve que regravar a maior parte. 
Em 2015, a banda se juntou a King Gizzard & the Lizard Wizard em todas as três paradas da turnê inaugural do festival Gizzfest. Eles tocariam no festival anual todos os anos até 2018, quando o festival entrou em um hiato.
Seu segundo álbum, Young Blindness, foi lançado em março de 2016. O segundo single do álbum, "Rolling On", foi lançado em setembro de 2015. "Rolling On" foi um avanço para os Murlocs, e a música continua a ser uma de suas músicas mais populares. popular até hoje.  
Young Blindness foi seguido em 2017 pelo terceiro álbum dos Murlocs, Old Locomotive, que incluía os singles "Noble Soldier" e "Oblivion". Old Locomotive deu à banda sua primeira aparição nas paradas quando estreou em 15º lugar nas paradas de álbuns da ARIA. Em outra novidade, a banda fez uma turnê pela Europa pela primeira vez no final de 2017. 
O quarto álbum de estúdio da banda, Manic Candid Episode, foi lançado em março de 2019. Kenny-Smith descreveu este álbum como "Definitivamente a coisa mais exuberante que já fizemos". O álbum rendeu à banda sua segunda aparição nas paradas quando alcançou a 16ª posição nas paradas de álbuns ARIA.  Para divulgar o álbum, a banda iniciou sua primeira turnê como atração principal nos Estados Unidos em abril de 2019.
Em 20 de abril de 2021, eles anunciaram seu quinto álbum de estúdio Bittersweet Demons, previsto para 25 de junho de 2021, e lançaram o primeiro single "Francesca". Sobre o single, Kenny-Smith disse que “é provavelmente a música mais positiva e alegre que já fizemos. É também o mais próximo que já chegamos de uma fase dos anos 80.” Em uma sessão de perguntas e respostas no YouTube, Kenny-Smith afirmou que Bittersweet Demons é "muito pessoal para mim, já que cada música é baseada em diferentes lugares onde cresci e em certos familiares e amigos próximos". O baterista Matt Blach também disse que eles "...experimentaram muito mais com este álbum do que com outros." 
Também no dia 20 de abril, eles lançaram reedições em vinil de Loopholes e dos EPs Tee Pee e Self Titled, este último nunca havia sido lançado em vinil antes.
Em 12 de julho de 2022, a banda anunciou seu sexto álbum, Rapscallion , que foi lançado em 16 de setembro do mesmo ano.

## Membros
Atual
- Ambrose Kenny-Smith – vocal principal, gaita, percussão, teclado, guitarra (2011-presente)
- Cal Shortal – guitarra, backing vocals (2011–presente)
- Matt Blach – bateria, backing vocals (2011–presente)
- Cook Craig – baixo, guitarra (2013–presente)
- Tim Karmouche – teclado, guitarra, voz (2016–presente)

Antigo
- Jamie Harmer – guitarra, backing vocals (2011–2013)
- Andrew Crossley – baixo (2011–2013)
- Lalic Milinkovic – guitarra, backing vocals (2015–2016)

## Discografia

### Álbuns de estúdio
| Título               | Detalhes                                                                          | Posições de pico no gráfico |
| Título               | Detalhes                                                                          | EUA                         |
| -------------------- | --------------------------------------------------------------------------------- | --------------------------- |
| Loopholes            | - Lançado: 17 de abril de 2014 - Formatos: CD, LP, download digital, streaming    | -                           |
| Young Blindness      | - Lançado: 18 de março de 2016 - Formatos: CD, LP, download digital, streaming    | -                           |
| Old Locomotive       | - Lançado: 28 de julho de 2017 - Formatos: LP, download digital, streaming        | 15                          |
| Manic Candid Episode | - Lançado: 22 de março de 2019 - Formatos: LP, download digital, streaming        | 16                          |
| Bittersweet Demons   | - Lançado: 25 de junho de 2021 - Formatos: CD, LP, download digital, streaming    | 6                           |
| Rapscallion          | - Lançado: 16 de setembro de 2022 - Formatos: CD, LP, download digital, streaming | 82                          |
| Calm Ya Farm         | - Lançado: 19 de maio de 2023 - Formatos: CD, LP, download digital, streaming     | 67                          |

### Peças estendidas
| Título      | Detalhes                                                        |
| ----------- | --------------------------------------------------------------- |
| The Murlocs | - Lançado: 1º de março de 2012 - Formatos: CD, download digital |
| Tee Pee     | - Lançado: 7 de agosto de 2012 - Formatos: CD, download digital |

## Prêmios e indicações

### Prêmio Victoria de Música
| Ano                        | Nomeado / trabalho | Prêmio                | Resultado | Ref. |
| -------------------------- | ------------------ | --------------------- | --------- | ---- |
| Music Victoria Awards 2015 | The Murlocs        | Melhor Álbum Regional | Nomeado   |      |
| Music Victoria Awards 2016 | The Murlocs        | Melhor Álbum Regional | Nomeado   |      |

## Referencias
1. ↑  The Murlocs - Full Performance (Live on KEXP), consultado em 11 de novembro de 2023
2. ↑  The Murlocs - Loopholes, 2014, consultado em 11 de novembro de 2023